# Salibabu
Salibabu (indonez. Pulau Salibabu) – wyspa w Indonezji na Oceanie Spokojnym w grupie wysp Talaud; powierzchnia 155 km².
Leży na południe od Karakelong, a na północny zachód od Kaburuang. Powierzchnia wyżynna; uprawa palmy kokosowej, sagowca; pozyskiwanie drewna; rybołówstwo; główne miejscowości: Lirung, Salebabu (port lotniczy).
Na Salibabu występuje kilka rzadkich gatunków ptaków, m.in. muszkatela popielata (Ducula pickeringii) z rodziny gołębiowatych.